# En beslutningsproces
|  | Denne artikel er oprettet af botten Steenthbot ud fra en ekstern database. Den kan derfor have sproglige fejl eller mangler. Denne skabelon kan fjernes efter kontrol af indholdet. |

En beslutningsproces er en dansk kortfilm fra 1981 instrueret af Janne Giese.